# Razor
Razor — канадський спід-метал/треш-метал гурт, заснований у 1983 році в Ґвелфі, Онтаріо. Їх визнають піонерами канадського треш-металу, і називають одним з гуртів канадської «Великої четвірки» треш-металу разом із Sacrifice, Voivod і Annihilator.

## Історія

### Ранні роки та розпад (1983—1992)
Гурт Razor створив у 1983 році ґітарист Дейв Карло. Другий учасник на ім'я Джон Шеффель був у групі в той час як вокаліст і гітарист, але покинув групу в 1984 році. Після невдалих зусиль з двома іншими вокалістами Карло врешті-решт створив склад, до якого увійшли вокаліст Стейс «Шепдоґ» Макларен, басист Майк Кампаньоло та барабанщик Майк «М-Бро» Ембро. Члени-засновники, гітарист і ритм-секція, були колишніми шкільними однокласниками. Демо з 5 треків було записано в 1984 році перед випуском мініальбому Armed &amp; Dangerous у травні 1984 року на Voice Records, який отримав визнання андерґраунду. У грудні 1984 року був записаний демо-альбом під назвою Escape the Fire, який став першим повноформатним альбомом Executioner's Song, випущеним у квітні 1985 року на Viper Records. За ним послідували Evil Invaders у жовтні 1985 року. Razor виступав у США та Канаді разом із Slayer, Motörhead та Venom.
Третій альбом Malicious Intent вийшов у квітні 1986 року. Альбом постраждав через наростання внутрішніх конфліктів у гурті та відсутність офіційного релізу в Сполучених Штатах, що у свою чергу, призвело до того, що звукозаписна компанія відмовилася від гурту. У 1987 році вийшов четвертий альбом Custom Killing. Самофінансований альбом не мав комерційного успіху і, у свою чергу, був проігнорований фанатами, а музика перейшла до більш експериментального підходу, ніж попередні релізи. Барабанщик Майк Ембро та басист Майк Кампаньоло покинули гурт незабаром після виходу альбому, їх замінили брат Дейва Карло Адам на бас-ґітарі та Роб Міллс на барабанах. Razor повернулися до своїх витоків із п'ятим альбомом Violent Restitution, який був випущений у 1988 році на німецькому лейблі Steamhammer. Він був добре прийнятий, оскільки вважався більш агресивним і важчим, ніж його попередник.
Інтерес вокаліста Стейса Макларена до гурту впав, що зрештою призвело до того, що він покинув гурт. Його замінив вокаліст SFH Боб Рейд. Потім гурт підписав контракт із Fringe Product і випустив Shotgun Justice у березні 1990 року. Вони були хедлайнерами на менших майданчиках, виступаючи з Sacrifice та Disciples of Power. Барабанщик Роб Міллс потрапив у аварію, через що не зміг виступати. Адам Карло залишив гурт і його замінив басист гурт SFH (Лондон, Онтаріо) Джон Армстронг. Наступний альбом Open Hostility вийшов у 1991 році. Через травму Міллса та неможливість виступити на альбомі Дейв Карло використав драм-машину, щоб відтворити його стиль. Пізніше Міллс повернувся, а Razor вирушили в тур на підтримку альбому, який завершився 2 жовтня 1992 року. Після туру гурт розпався. Компіляція під назвою Exhumed була випущена на Fringe Product навіть без участі гурт.

### Возз'єднання та крайні роки (1996–тепер)

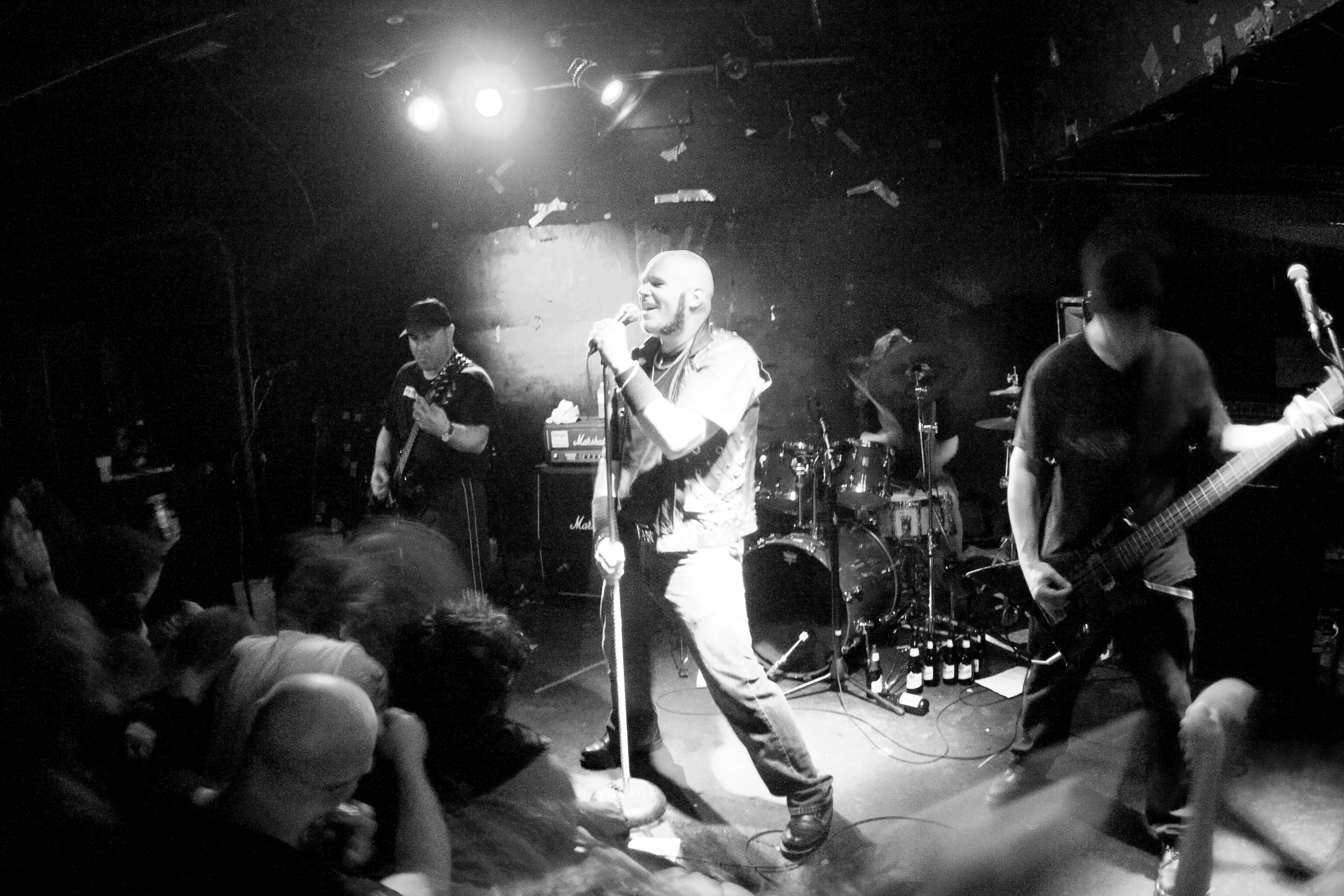
Razor виступає в Торонто, 2009

У 1996 році Razor знову активізувалися в результаті ідеї вокаліста Боба Рейда реформувати гурт. До Ріда і Карло приєдналися Армстронг і барабанщик гурт SFH Річ Остербош. Восьмий студійний альбом Decibels був випущений в 1997 році лейблом Hypnotic Records. Армстронгу і Остербошу довелося покинутися гурт, бо їх замінили учасники, які повернулися Роб Міллс і Адам Карло (до того, як їх замінив Майк Кампаньоло).
Razor брав участь у турі The Gates of Hell у 2005 році, фестивалі Headbangers Open Air у 2009 році та фестивалі True Thrash в Осаці у 2011 році. DVD із цим виступом вийшов лише в Японії в лютому 2012 року.
19 квітня 2012 року у Карло діагностували рак ротової порожнини 2 стадії, але він пройшов успішне лікування, і в 2015 році знову почав грати на гітарі. Гурт виступав на благодійному заході в 2014 році, Maryland Deathfest в 2015 і California Deathfest в 2016.
У 2014 році барабанщик Роб Міллс покинув гурт і його замінив барабанщик гурт Rippr'd (Кітченер, Онтаріо) Райдер Джонсон.
23 вересня 2022 року вийшов дев'ятий студійний альбом Cycle of Contempt, який став першим за 25 років.

## Склад
| - Дейв Карло — ґітара (1983—1992, 1996–дотепер) - Майк Кампаньоло — бас-ґітара (1983—1987, 2005—2008, 2011–дотепер) - Боб Рейд — вокал (1989—1992, 1996–дотепер) - Райдер Джонсон — ударні (2014–дотепер) | - John Scheffel — vocals (1983—1984) - Mike 'M-Bro" Embro — drums (1983—1987) - Stace «Sheepdog» McLaren — vocals (1984—1989) - Rob Mills — drums (1987—1992, 1998—2014) - Adam Carlo — bass (1987—1990, 2003—2005, 2008—2010) - John Armstrong — bass (1990—1992, 1996—2002) - Rich Oosterbosch — drums (1996—1997) |

## Дискографія
| - Executioner's Song (1985) - Evil Invaders (1985) - Malicious Intent (1986) - Custom Killing (1987) - Violent Restitution (1988) - Shotgun Justice (1990) - Open Hostility (1991) - Decibels (1997) - Cycle of Contempt (2022) | - Armed & Dangerous (1984) - Live! Osaka Saikou (2016) - Demo 84 (1984) - Escape the Fire (1984) - Decibels (1992) - Exhumed (1994) - 35 Years Thrash Insanity (2020) |